# 蒙哥馬利縣 (田納西州)
蒙哥馬利縣（英語：Montgomery County）是美国田纳西州北部的一個縣，北鄰肯塔基州，面積1,409平方公里。根據2020年美國人口普查，共有人口22萬69人。縣治克拉克斯維爾（Clarksville）。該縣成立於1796年，縣名紀念美國獨立戰爭將領、縣治的創立者的約翰·蒙哥馬利。